# Cattedrale della Santissima Trinità (Waterford)
La cattedrale della Santissima Trinità (in inglese: Cathedral of the Most Holy Trinity) è la cattedrale cattolica di Waterford, in Irlanda, e sede della diocesi di Waterford e Lismore.

## Storia
La cattedrale è stata progettata da John Roberts, architetto di Waterford, nel 1793 e ha la particolarità di essere la più antica cattedrale della Chiesa cattolica in Irlanda. Precedentemente sorgeva sul sito dell'attuale cattedrale una cappella.
Nella prima parte del XX secolo sono state apportate delle ringhiere per separare la chiesa dalla strada, successivamente rimosse. Il duomo è stato ristrutturato nel 1977 ed è stato installato un nuovo altare per poter celebrare la messa ad populum (verso il popolo), secondo quanto consigliato dalle innovazioni liturgiche introdotte dopo il Concilio Vaticano II. Ulteriori opere di restauro sono avvenute nel 1990 e nel 2006.